# Saša Ilić (labdarúgó, 1977)
Saša Ilić (szerb cirill betűkkel Саша Илић; Pozsarevác, 1977. december 30. – ) szerb válogatott labdarúgó, edző.

## Pályafutása

### Klubcsapatban
1986-ban került a Partizan utánpótlásába és ott nevelkedett. 1996-ban mutatkozott be a felnőtt csapatban, amit  2005-ig erősített. 2004-ben kölcsönadták a spanyol Celta Vigo csapatának. 2005 és 2007 között Törökországban a Galatasarayban játszott és 2006-ban török bajnoki címet szerzett. 2007-től 2010-ig az osztrák Red Bull Salzburg játékosa volt, de 2009-ben kölcsönadták a görög Láriszasznak. 2010-ben visszatért a Partizánhoz, ahol 2019-ig játszott. A Partizán színeiben több mint 20 szezont játszott, mintegy 800 mérkőzésen lépett pályára, amivel klubrekorder. Tízszeres bajnok és hétszeres kupagyőztes. 113 mérkőzésen lépett pályára az európai kupasorozatokban, amivel szintén az első helyen áll a rangsorban.  

### A válogatottban
2000 és 2006 között 33 alkalommal szerepelt a jugoszláv és a szerb-montenegrói válogatottban és 7 gólt szerzett. Részt vett a 2006-os világbajnokságon, ahol az Elefántcsontpart elleni csoportmérkőzésen kezdőként lépett pályára és gólt szerzett. Hollandia és Argentína ellen nem kapott lehetőséget.

2006 és 2008 között 8 mérkőzésen lépett pályára a szerb válogatottban.

## Sikerei, díjai
FK Partizan
- Jugoszláv/Szerbia és Montenegró-i bajnok (4): 1998–99, 2001–02, 2002–03, 2004–05
- Jugoszláv SZK kupagyőztes (2): 1997–98, 2000–01
- Szerb bajnok (6): 2009–10, 2010–11, 2011–12 2012–13, 2014–15, 2016–17
- Szerb kupagyőztes (5): 2010–11, 2015–16, 2016–17, 2017–18, 2018–19

Galatasaray
- Török bajnok (1): 2005–06

Red Bull Salzburg
- Osztrák bajnok (1): 2009–10